# Grauman’s Egyptian Theatre

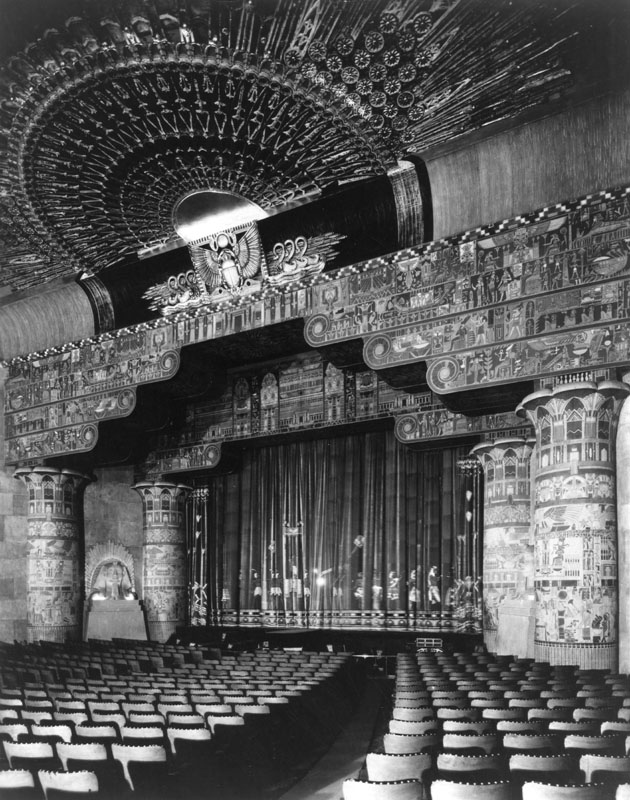
Inneres des Grauman’s Egyptian Theatre (1922)

Grauman’s Egyptian Theatre (The Egyptian) ist ein Kino in Hollywood (Los Angeles), USA. Es wurde 1922 eröffnet. Die Adresse lautet 6712 Hollywood Boulevard.

## Geschichte

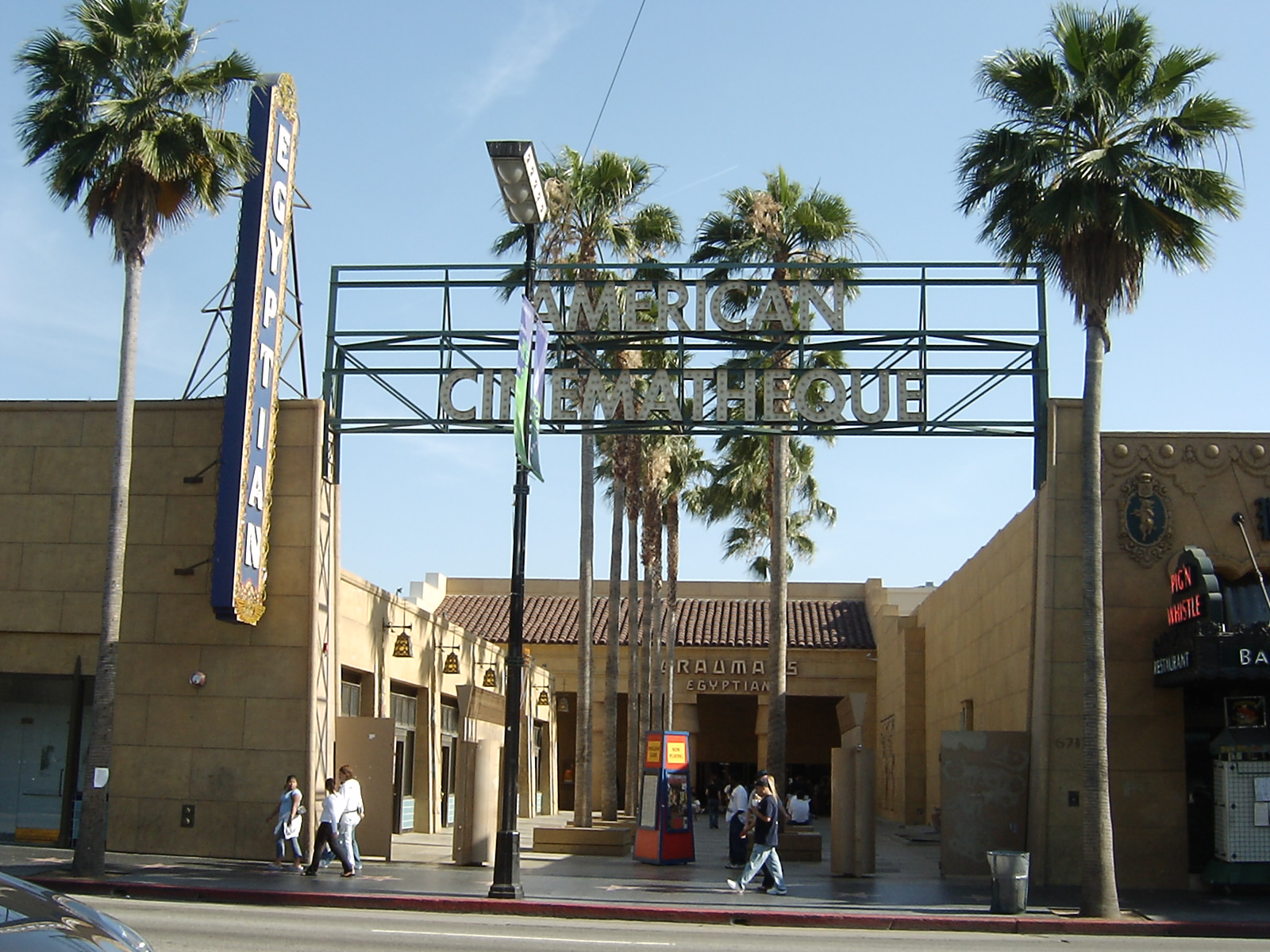
The Egyptian

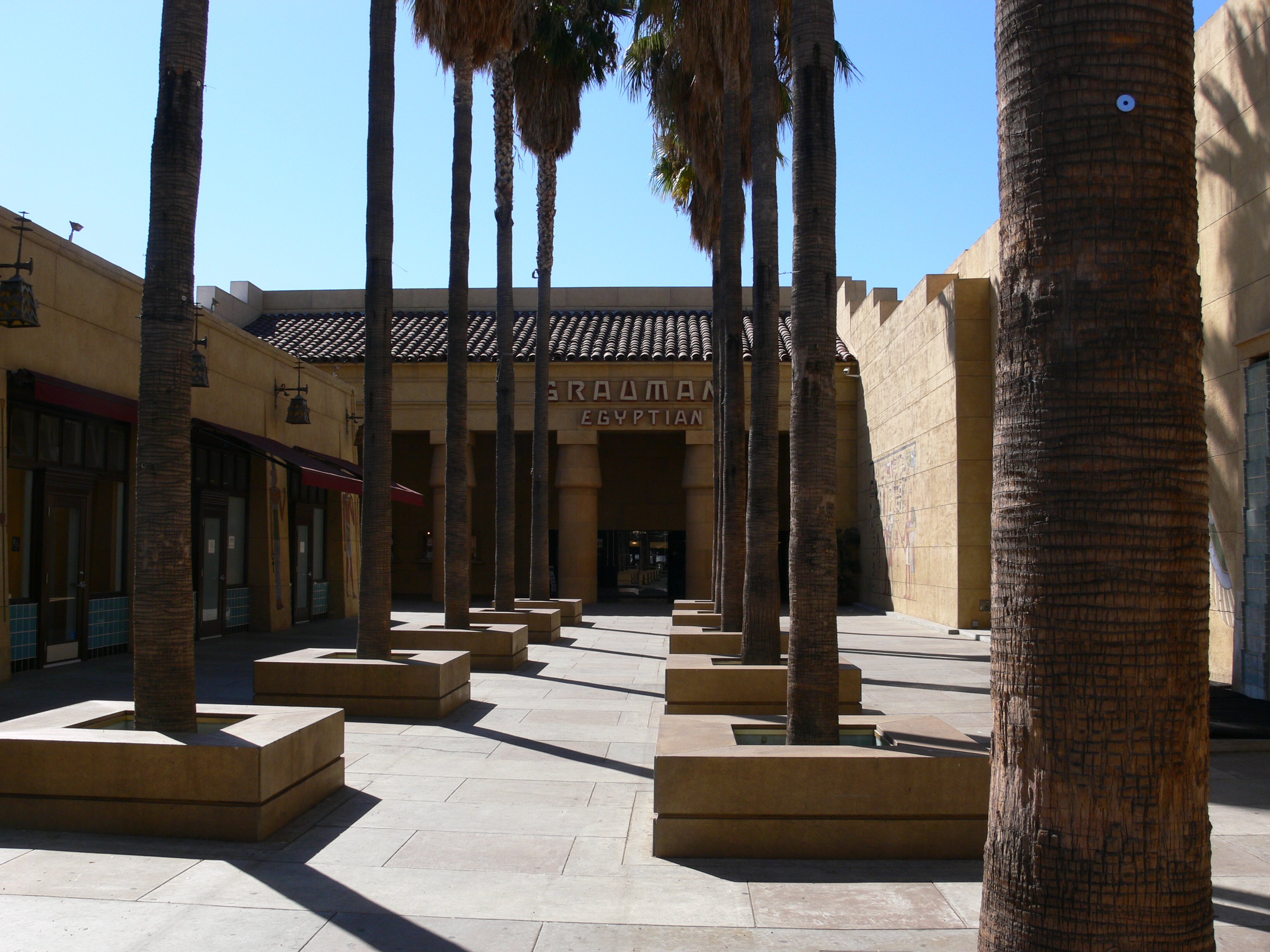
Grauman’s Egyptian Theatre: Hof (2008)

Den Kinokomplex entwarf Sid Grauman, der auch das nahegelegene Grauman’s Chinese Theatre und am Broadway in Los Angeles das Million Dollar Theatre baute. Die Milwaukee Building Company erbaute ihn für 800.000 Dollar innerhalb von 18 Monaten.
The Egyptian wurde am 18. Oktober 1922 das erste Uraufführungskino in Hollywood. Dabei wurde der Film Robin Hood des Stummfilm-Stars Douglas Fairbanks gezeigt. In dem Jahr wurde der Film in keinem anderen Kino in Hollywood gezeigt.
Der Grundriss und das Design des Kinos wurde von weiteren Kinos in den USA übernommen. Einige nannten sich sogar ebenfalls Egyptian Theatre.
Das Äußere des Kinos ist in neuägyptischem Stil gehalten, den nach der Entdeckung des Grabes von Tutanchamun durch Howard Carter 1922 und dem daraus erwachsenen Medienrummel noch weitere Bauwerke rund um die Welt aufgriffen. Carter entdeckte das Grab allerdings erst zwei Wochen nach der Eröffnung des Kinos und ein ursprünglich vorgesehener hispanischer Stil für das Kino wurde kurzerhand in einen ägyptischen abgewandelt, wobei man auf die Außen- und Innenwände ägyptische Zeichnungen und Hieroglyphen brachte. Die vier massiven Säulen am Haupteingang haben einen Durchmesser von 1,3 Metern und eine Höhe von sechs Metern.
Der Eingang im Inneren des Komplexes in einem 13,7 Meter breiten und 45,7 Meter langen Hof mit Brunnen und Palmen wurde so ausgelegt, dass dort die Rote-Teppich-Zeremonien stattfinden konnten.

## Gegenwärtiger Zustand
1996 wurde der Komplex für einen symbolischen Dollar an die American Cinematheque verkauft, mit der Auflage, ihn als Baudenkmal in seinem ursprünglichen Stil zu erhalten. Die American Cinematheque veranstaltete Spendensammlungen für die Renovierung und stellte das Kino auch für Kinoausstellungen zur Verfügung. Die Wiedereröffnung erfolgte 1998 nach einer aufwändigen Renovierung mit Kosten von 12,8 Millionen Dollar. Der ursprüngliche Saal fasste 2.000 Zuschauer, nun bestehen der Hauptsaal für 616 und ein kleinerer für 77 Zuschauer. Der größere Saal wurde nach dem Philanthropen Lloyd E. Rigler benannt, der kleinere nach dem Regisseur Steven Spielberg.